# 罗应怀
罗应怀（1915年—2010年），中国人民解放军将领、中国人民解放军开国少将。
曾任中国人民解放军南京军区后勤部副政委。1955年，授予中国人民解放军少将。